# Mura di Fano
Le mura di Fano costituiscono la cinta difensiva della città marchigiana.
Ancora ben conservate, esse vennero dapprima costruite dai Romani e poi ampliate dalla signoria dei Malatesta. Le mura di Fano hanno uno spessore di circa 1,80 metri, una lunghezza di circa 2 km e un'altezza di 14 metri con 28 torri cilindriche. La cinta muraria si è conservata per circa 2/3 e ed è attualmente la più antica ancora in piedi, seconda solo a quella di Roma.

## Storia e descrizione

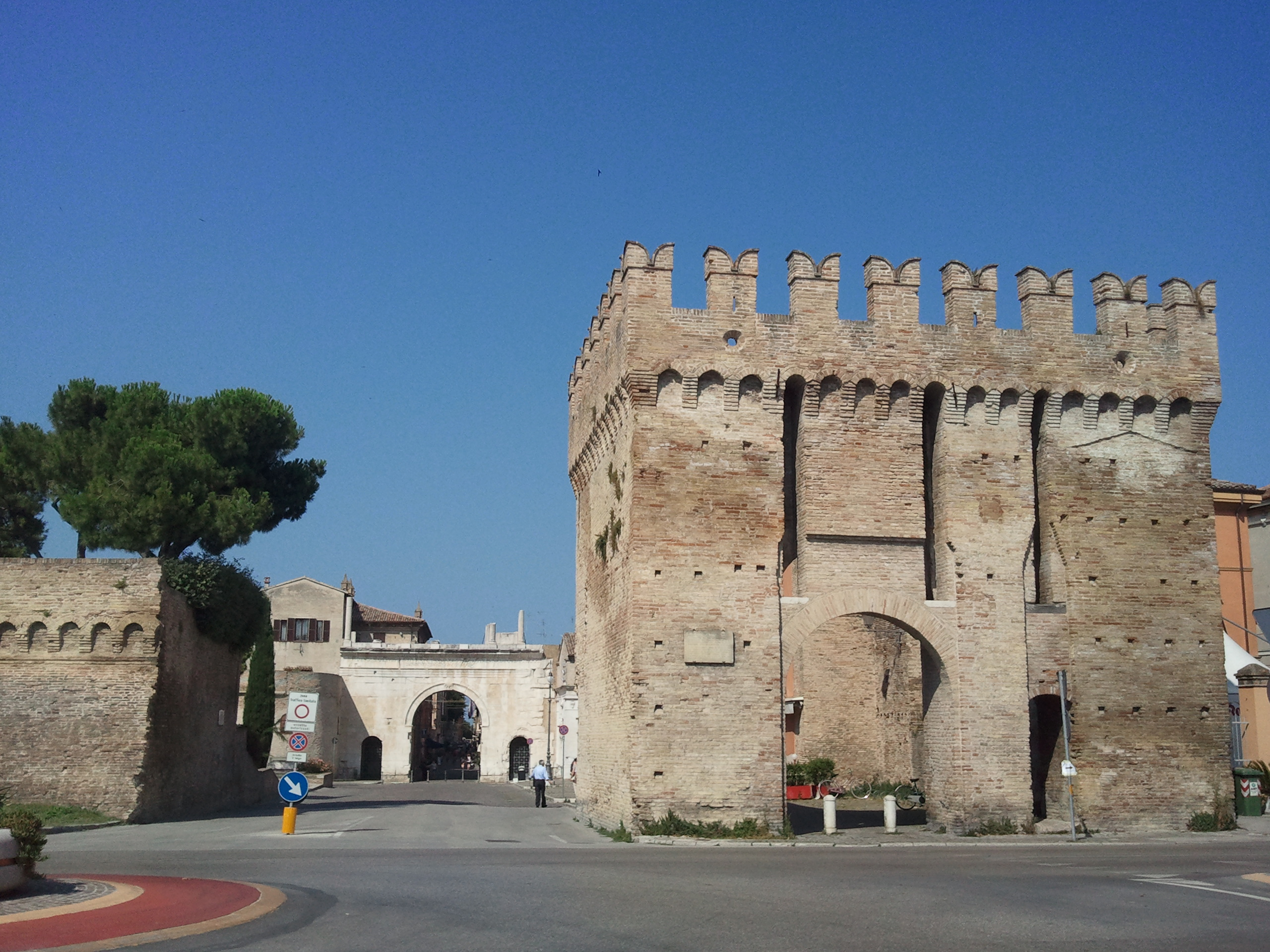
Veduta di Porta Maggiore con l'Arco di Augusto

### Mura romane
La prima cinta muraria fu eretta dall'imperatore Augusto nel grandioso progetto di fondazione della Colonia Julia Fanestris. La cortina muraria venne realizzata in conci di pietra arenaria disposti a filari orizzontali (opus vittatum) con un riempimento interno di malta e scaglie di lavorazione. Intervallata a spazi regolari da dodici torri cilindriche, di cui ad oggi solo otto sono rimanenti, era munita di diverse entrate. I lavori di costruzione furono completati nel 9 d.C. La porta più importante era l'Arco di Augusto, posta sul corso finale della Via Flaminia. Circa nella metà del corso delle mura romane si apre ancora oggi una porta minore detta Porta della Mandria, dato che in passato vi passavano le greggi dirette ai pascoli. Le mura consentivano alla Flaminia di uscire dalla città per dirigersi a nord e raggiungere Pisaurum. 
La cinta muraria si conserva ancora oggi per circa i due terzi del circuito originario, nella parte nord-ovest.

### Mura malatestiane
Nel 1357 Fano passò sotto la signoria dei Malatesta, i quali nel '400, con Sigismondo Pandolfo, ampliarono le mura dando nuove terre al tessuto cittadino. Costruirono un nuovo braccio murario di fronte alle antiche mura romane, e davanti all'Arco di Augusto costruirono la Porta Maggiore, opera del 1464 di Matteo Nuti. Infine eressero verso la metà del secolo la cosiddetta Rocca Malatestiana, di forma trapezoidale e circondata da fossati.
In seguito col passaggio di Fano allo Stato Pontificio, fu presentato un progetto rinforzo delle strutture militari. Nel 1552, per volere di papa Giulio III, venne realizzato il bastione del Sangallo, nell'angolo sud-est delle mura malatestiane. Tuttavia questo bastione rimase l'unica opera intrapresa dai pontefici.